# Jennifer Dessin-Brasching
Jennifer Dessin-Brasching (* 4. April 1985 in Berlin) ist eine deutsche Tänzerin und Schauspielerin.

## Leben
Jennifer Dessin-Brasching wurde am 4. April 1985 in Berlin geboren. Dort machte sie auch von 2000 bis 2005 eine Tanzausbildung sowie von 2008 bis 2010 eine Tanz-, Gesangs- und Schauspielausbildung. Seit 2000 wirkt sie als Tänzerin, Model und Darstellerin in zahlreichen Musikvideos, Werbekampagnen und TV-Shows mit, u. a. The Dome, ZDF-Fernsehgarten und X-Factor und arbeitete außerdem als Tanzlehrerin. 
Von 2013 bis 2014 war sie in der Daily Soap Alles was zählt in der durchgehenden Hauptrolle der Letizia von Altenburg zu sehen (Episoden 1644 – 2063).

## Filmografie (Auswahl)
- 2013–2014: Alles was zählt (Daily Soap)
- 2016: Schicksale – und plötzlich ist alles anders (Folge: Die Welt durch meine Augen sehen)